# Plehniidae
Famille
Les Plehniidae sont une famille de vers plats marins, de la super-famille des Cryptoceloidea (sous-ordre des Acotylea, ordre des Polycladida).

## Systématique

### Famille des Plehniidae
Le nom valide complet (avec auteur) de ce taxon est Plehniidae Bock, 1913.

### Liste des genres
Selon la base de données World Register of Marine Species (19 novembre 2023), la famille des Plehniidae regroupe les genres suivants :
- genre Diplehnia Faubel, 1983
- genre Discocelides Bergendal, 1893
- genre Myoramyxa Newman & Cannon, 1997
- genre Nephtheaplana Prudhoe, 1985
- genre Paraplehnia Hyman, 1953
- genre Plehnia Bock, 1913

Synonymes
Le genre Acelis Plehn, 1896 est synonyme de Plehnia Bock, 1913.